# Црквиште у Тијовцу
Црквиште у Тијовцу, насељеном месту на територији општине Сврљиг, налази се источно од села поред сеоског гробља.
На црквишту постоје само једва приметни остаци грађевине, обележени каменим крстом – записом. Крст је постављен у мањем полукружном делу, који подсећа на апсидални део цркве. Зидови објекта се не могу сагледати, пошто је простор око крста доста укопан, а са стране су набацане гомиле земље обрасле травом и растињем. У апсидалном делу сачуване су камене плоче којима је, можда, објекат био покривен. У средишњем делу овога простора са остацима налази се велики камен, облика плоче, који је могао бити на улазном делу објекта.

Kамени крст на црквишту мањих је димензија (0,80m) рађен је од пешчара и подигнут је, по речима мештана, пре Првог светског рата. На крсту је записано: Завећина св. Петар св.Стеван св.Никола под(иже) с.Тијовац.
На основу увида терена тешко се може потврдити постојање старијег објекта на овом месту. Остатака видљивих је веома мало. Село Тијовац веома старо – средњовековно – и да је уписано, под именом Тиховце, у Турском збирном попису Видинског санџака још 1466. указује на могућност постојања старог сакралног објекта на овом месту, вероватно средњевековног. Ипак, само археолошка истраживања могла би потврдити или одбацити ову претпоставку. 